# 扎比内·比朔夫
扎比内·比朔夫（德語：Sabine Bischoff，1958年5月21日—2013年3月6日），德国女子击剑选手，曾获1984年夏季奥林匹克运动会花剑团体金牌以及多枚世界击剑锦标赛奖牌。2013年3月6日因病逝世。